# Vammelby

Vammelby är en gård från åtminstone 1348 i Västra Skrukeby socken (nuvarande Mjölby kommun). Den bestod av 4 mantal. 

## Gårdar, ägare och boende
Den 13 april 1378 skriver Birger Jonsson ett testamente med 1 1/2 attung i Vammelby till Vadstena kloster efter sin död.

### Rusthållet (mellangården)
Mellangården består av 1 mantal. Här fanns även två torp: Bränarp och ett grenadjärtorp.
- 1765-1771 Bengt Månsson. (1/2 mantal)
- 1765 Sven M. (1/2 mantal)
- 1826-1856 Nils Olofsson, nämndeman (1785-)

### Södergården
Södergården består av 1 mantal. 
- 1765-1789 Anders Persson (1713-)
- 1790-1805 Gabriel Andersson, sockenman (1765-)
- 1826-1838 Anders Gabrielsson, nämndeman och skatteman (1796-1838)
- 1843-1856 Anders Persson (1816-) 1/2

### Bostället
Består av 1/2 mantal.
- 1784 Ögnelod, sergant
- 1789- Carl Schmitt, sergeant (1765-)
- 1829-1838 Anders Spjut, fanjunkare (1784-)
- 1840-1842 Johan Melcher Janzen, sergeant (1814-)
- 1842-1844 Bror Georg Schiörlin, sergeant (1819-1897)

### Frälsegården (Smedgården)
Frälsegården består av 1 mantal. Här fanns även ett livgrenadjärtorp.
- 1789- Jöns Åström (1727-)
- 1843-1856 Petter Persson (1807-)

### Norrgården
Norrgården består av 1/2 mantal.
- 1784-1790 Olof Jonsson (1744-)
- 1826-1856 Nils Jonsson, skatteman (1774-)

### Gulstingen
- 1789- Eric Andersson (1728-)

### Lockarp
- 1789- Pehr Apelros (1733-)

### Stora Sjögarp
- 1789- Johan Robert (1742-)

### Gullringtorp
- 1789- Johan Bengtsson (1723-)

### Medeltida brev
- SDHK-nr: 11211
- SDHK-nr: 5587